# Hulikatti, Gokak
Hulikatti là một làng thuộc tehsil Gokak, huyện Belgaum, bang Karnataka, Ấn Độ.